# Лейкотриен В4
Лейкотриен B4 (ЛТВ4; англ. Leukotriene B4) — липидный медиатор семейства эйкозаноидов из группы лейкотриенов, является медиатором воспаления. 

## Клеточный синтез
Синтезируется из арахидоновой кислоты ядерной мембраны клетки, куда при активации подходит фосфолипаза A2. После высвобождения из фосфолипида арахидоновая кислота связывается с белком, активирующим 5-липоксигеназу (FLAP). После этого под действием 5-липоксигеназы арахидоновая кислота сначала окисляется до 5-гидропероксиэйкозатетраеновой кислоты (5-HPETE), а затем превращается в лейкотриен A4. Лейкотриен B4 образуется из лейкотриена A4 под действием лейкотриен-A4-гидролазы. Уровень лейкотриена Б4 регулируется на двух уровнях. Во-первых, циклоксигеназа потребляет арахидоновую кислоту в процессе синтеза простагландинов, альтернативном процессе действию 5-липоксигеназы. Во-вторых, лейкотриен-C4-синтетаза потребляет лейкотриен A4 в процессе синтеза лейкотриенов C, D и E4, которые участвуют в сокращении гладкомышечных клеток. 
Лимитирующим ферментом синтеза лейкотриена B4 является 5-липоксигеназа, которая экспрессирована в B-лимфоцитах, макрофагах, моноцитах, тучных клетках, нейтрофилах, нейронах, эозинофилах и дендритных клетках. Кроме этого, поскольку лейкотриен А4 способен диффундировать из клеток, содержащих 5-липоксигеназу, в соседние, последние также могут синтезировать лейкотриен B4 под действием собственной лейкотриен-A4-гидролазы.

## Рецепторы
Лейкотриен B4 связывается с тремя клеточными рецепторами: двумя мембранными рецепторами BLT1 и BLT2 и с внутриклеточным ядерным рецептором PPAR-гамма. Оба мембранных рецептора относятся к GPCR рецепторам и приводят при активации ко входу в клетку Ca2+. BLT1 является высокоафинным рецептором и находится на поверхности гематопоэтических клеток и кератиноцитов, а BLT2 — низкоафинный рецептор, который широко экспрессирован на различных клетках. Активация ядерного рецептора PPAR-гамма приводит к синтезу ферментов, расщепляющих лейкотриен B4, т.е. включает механизм обратной связи, который регулирует уровень лейкотриена в клетке.

## Функции
В целом лейкотриен B4 является провоспалительным, но конкретное его действие отличается в различных клетках. Стволовые гематопоэтические клетки под действием этого лейкотриена начинают дифференцировку из CFU-GEMM в CFU-GM. B-лимфоциты под действием лейкотриена B4 дифференцируются и в присутствии интерлейкина 4 секретируют IgE. Кроме этого, лейкотриен B4 является ключевым компонентом в Th2-ответе, вызывает образование интерлейкинов 4 и 5, активирует пролиферацию CD4+-клеток и ингибирует рост CD8+-клеток. Эндотелиальные клетки под действием лейкотриена B4 связывают и обеспечивают трансмиграцию нейтрофилов.
Действие лейкотриена B4 на нейтрофилы особенно важно. Он активирует их трансмиграцию, блокирует клеточный апоптоз и индуцирует высвобождение секреторных гранул нейтрофилов, что связано с образованием реактивных форм кислорода. Наконец, лейкотриен Б4 усиливает фагоцитоз макрофагов и вызывает высвобождение ими провоспалительных цитокинов.